# Alexandre Langlois (indianiste)
Pour les articles homonymes, voir Alexandre Langlois et Langlois.
Alexandre Langlois (aussi connu sous le nom de Simon-Alexandre Langlois,) né le 4 août 1788 à Paris et mort le 11 août 1854 à Nogent-sur-Marne, est un indianiste et traducteur français, connu surtout pour ses traductions du sanskrit, parmi lesquelles la première traduction en français du Rig-Veda.

## Biographie
Il est professeur de rhétorique au lycée Charlemagne, puis inspecteur de l'Académie de Paris. Il est élu membre de l'Académie des inscriptions et belles-lettres en 1835.
Sa traduction du Rig-Veda est parue très peu de temps après la première traduction du Rig-Veda en anglais par Horace Hayman Wilson, publiée entre 1838 et 1851. Au sujet de ses traductions, connues plus pour leurs qualités littéraires que leur rigueur scientifique, il a écrit : « Je veux essayer d'adoucir la sévérité des muses sanscrites, et les tirer en quelque sorte du sanctuaire de la science pour les présenter au monde, moins étrangères et plus attrayantes. »

## Ouvrages
- Bélisaire, par Marmontel, traduit en latin par deux professeurs de l'Université royale [Langlois et ***] avec le texte en regard, et suivi d'une table indicative des passages qu'on peut donner en devoir (1819).
- Monuments littéraires de l'Inde, ou Mélanges de littérature sanscrite, contenant une exposition rapide de cette littérature, quelques traductions jusqu'à présent inédites, et un aperçu du système religieux et philosophique des Indiens d'après leurs propres livres (1827).
- Chefs-d'œuvre du théâtre indien, traduits de l'original sanscrit en anglais par M. H. H. Wilson, et de l'anglais en français par M. A. Langlois, accompagnés de notes et d'éclaircissemens [sic] et suivis d'une table alphabétique des noms propres et des termes relatifs à la mythologie et aux usages de l'Inde, avec leur explication (2 volumes, 1828).
- Histoire d'Angleterre depuis l'invasion de Jules César jusqu'à l'avènement de Georges IV par David Hume et ses continuateurs Goldsmith et W. Jones, traduction nouvelle ou revue par M. Langlois (16 volumes, 1829-32). M.
- Harivansa ou histoire de la famille de Hari, ouvrage formant un appendice du Mahābhārata, traduit sur l'original Sanscrit par M. A. Langlois (2 volumes, 1834-35). [Lire en ligne le tome I (page consultée le 24 août 2024)][4]
- L. Annaei Flori Epitome rerum romanarum, cum lectissimis variorum notis, quibus suas adjecit Langlois (1836).
- Rig-Véda, ou Livre des hymnes, 4 volumes, 1848-51. Réédition partielle :  J. Maisonneuve, Paris, 1984.
- Jean d'Armagnac, drame en 3 actes, en vers (1876).